# Elsnig
Elsnig település Németországban, azon belül Szászország tartományban. Lakosainak száma 1360 fő (2023. december 31.). Elsnig Torgau községgel határos.

## Népesség
A település népességének változása:
| Lakosok száma | 1398 | 1372 | 1391 | 1378 | 1360 |
|               | 2017 | 2019 | 2021 | 2022 | 2023 |